# Ретрит
Ретрит (від англ. retreat — затвір, духовне усамітнення, відступ) — період особистого чи групового усамітнення для духовної чи психологічної роботи над собою.

## Опис та суть
Ретритами називають духовні виїзні семінари, які є в багатьох буддійських, християнських та ісламських суфійських громадах. У християнстві про ретрит у своїх духовних навчаннях вказував Ігнатій Лойола (1491—1556). Багато протестантів, католиків і православних християн організовують виїзні навчальні семінари мінімум раз на рік. Деякі відступи (ретрит-семінари) проводяться в мовчанні, а на інших може бути велика розмова, залежно від розуміння та прийнятої практики учасників. Відступи часто проводяться в сільських або віддалених місцях, приватних будинках чи спеціальних будівлях, зокрема, в монастирях. Деякі відступи для досвідчених фахівців-практиків можуть виконуватись у темряві («темні» ретрити). Духовні виїзні семінари дозволяють приділити час для роздумів або медитації. Тривалість відступу (усамітнення від навколишнього світу) може тривати від години до місяця та більше. У сучасному світі необхідною умовою ретриту є заборона користування мобільними пристроями та комп'ютерами.
Мета ретриту — глибше зануритися у свою справжню природу і побачити своє щоденне життя як реалізацію цієї природи.
У деяких традиційних школах ретрит — це суцільна сидяча медитація з перервами лише на сон та їжу. В інших — фізична й інтелектуальна робота, практики приготування і споживання їжі, прогулянки, а спілкування є такою ж основою, як і медитація. Ретрити можуть включати майстер-класи з каліграфії, малювання, ікебани, складання хайку тощо. Такий підхід базується на трансформації людини не через аскетизм, а через уважне проникнення в глиб усіх явищ життя, поєднання суворої дисципліни і внутрішньої свободи, зосередженості і невимушеного спілкування, насолоди кожним моментом життя.